# 551233 Miguelanton
551233 Miguelanton è un asteroide della fascia principale. Scoperto nel 2006, presenta un'orbita caratterizzata da un semiasse maggiore pari a 1,9352899 au e da un'eccentricità di 0,0562807, inclinata di 18,96536° rispetto all'eclittica.